# ASD 1920 Lanciano Calcio
ASD 1920 Lanciano Calcio je italský klub hrající v sezóně 2018/19 v regionální lize a sídlící ve městě Lanciano. Klub byl založen 7. března 1920 jako Circolo Sportivo Virtus Lanciano. V roce 1992 se klub dostává do finančních problémů a končí. Záhy je vytvořen nový klub Associazione Calcio Lanciano 90 a začíná od regionální ligy. Klub vydrží do roku 2008, kdy opět krachuje a je založen nový klub - Società Sportiva Virtus Lanciano. Na konci sezony 2015/16 je klub v opět v krachu. Sezonu 2016/17 hraje jen mládež a na sezonu 2017/18 je klub založen pod jménem ASD 1920 Lanciano Calcio. Začínají v regionální lize.
Nejvyšší soutěž nikdy nehrál. Největší úspěch je hraní ve druhé lize.

## Umístění v italské lize podle sezón
| Ročník  | liga                     | pořadí | Italský pohár |
| ------- | ------------------------ | ------ | ------------- |
| 2000/01 | Serie C2                 | 1      | nehráli       |
| 2001/02 | Serie C1                 | 5      | nehráli       |
| 2002/03 | Serie C1                 | 7      | nehráli       |
| 2003/04 | Serie C1                 | 6      | nehráli       |
| 2004/05 | Serie C1                 | 7      | nehráli       |
| 2005/06 | Serie C1                 | 12     | nehráli       |
| 2006/07 | Serie C1                 | 13     | nehráli       |
| 2007/08 | Serie C1                 | 16     | nehráli       |
| 2008/09 | Lega Pro Prima Divisione | 14     | nehráli       |
| 2009/10 | Lega Pro Prima Divisione | 9      | nehráli       |
| 2010/11 | Lega Pro Prima Divisione | 8      | nehráli       |
| 2011/12 | Lega Pro Prima Divisione | 4      | nehráli       |
| 2012/13 | Serie B                  | 18     | 2. kolo       |
| 2013/14 | Serie B                  | 10     | 2. kolo       |
| 2014/15 | Serie B                  | 14     | 3. kolo       |
| 2015/16 | Serie B                  | 19     | 2. kolo       |
| 2016/17 | nehráli                  | -      | nehráli       |
| 2017/18 | Prima Categoria Abruzzo  | 1      | nehráli       |

## Umístění v uplynulých sezónách v evropských soutěžích
Evropské poháry ještě nehráli.